# Opilia
Opilia é um género botânico pertencente à família Opiliaceae.